# 横田耕一 (政治家)
横田 耕一（よこた こういち、1948年12月30日 - ）は、日本の政治家、実業家。北海道稚内市出身。1971年3月、東洋大学社会学部応用社会学科卒。元横田モータース株式会社代表取締役。第14代 - 第16代北海道稚内市長（1999年 - 2011年）。

## 経歴
千葉県君津市教育委員会勤務、横田モータース株式会社代表取締役などを経て、1999年稚内市長に初当選。以後、3期連続当選。
2011年4月実施の市長選には、出馬せず引退した。
自然エネルギーの導入促進に積極的に取り組んでおり、風力発電では74基の風車の導入、また太陽光発電では新エネルギー・産業技術総合開発機構の大規模太陽光発電の実証研究の導入などの実績を残した。
他方で、稚内全日空ホテルを運営していた稚内市の第三セクター「稚内シーポートプラザ」の経営破たん、人口減少に歯止めのかからない状態に有効な手を打つことができずにいる点について批判があった。